# Colegio Nacional de la Capital Gral. Bernardino Caballero
El Colegio Nacional de la Capital «Gral. Bernardino Caballero» (conocido también por sus siglas CNC o simplemente como Colegio Nacional de la Capital) es una tradicional institución educativa secundaria pública ubicada en la ciudad de Asunción, Paraguay. Fue creado el 4 de enero de 1877 y actualmente depende del Ministerio de Educación y Ciencias de este país. Es una de las unidades educativas más antiguas y prestigiosas del Paraguay. El colegio lleva el nombre del general Bernardino Caballero, expresidente de la República y figura fundamental en la reorganización del Estado paraguayo tras la guerra de la Triple Alianza. Desde su fundación, el CNC ha constituido un espacio de formación académica e intelectual que ha contribuido a la vida nacional, siendo alma mater de numerosos líderes políticos, presidentes de la República, escritores, artistas, científicos y educadores.
Desde sus primeros años, el Colegio Nacional de la Capital reunió a figuras destacadas del pensamiento y la docencia paraguaya. Entre los profesores que formaron parte de su plantel se encuentran José Segundo Decoud, Ramón Zubizarreta, Manuel Franco, Pedro Guggiari, Juan E. O’Leary, Manuel Riquelme y Eligio Ayala. El celador del colegio fue Cándido Silva, conocido por haber anunciado con su trompeta el triunfo paraguayo en la batalla de Curupayty durante la guerra de la Triple Alianza. Entre sus egresados se encuentran Agustín Pío Barrios, Delfín Chamorro, Blas Garay, Manuel Domínguez, Emeterio González, Cleto Romero, Ignacio A. Pane, Gabriel Casaccia, Manuel Ortiz Guerrero, entre otros. También egresaron de la institución varios presidentes de la República del Paraguay, entre ellos Cecilio Báez, Pedro Pablo Peña, Liberato Rojas, Andrés Héctor Carvallo Acosta, Emiliano González Navero, Manuel Gondra, Albino Jara, Eduardo Schaerer, Manuel Franco, José Pedro Montero, Eusebio Ayala, Eligio Ayala, José Patricio Guggiari y Rafael Franco.

## Historia

### Fundación y primeros años
La historia del Colegio Nacional de la Capital «Gral. Bernardino Caballero» (CNC) se remonta a los últimos años del siglo XIX, en un contexto de reconstrucción institucional tras la guerra de la Triple Alianza (1864-1870). La iniciativa para su creación fue sancionada por el Congreso Nacional el 29 de diciembre de 1876, mediante una ley que autorizaba al Poder Ejecutivo a establecer un colegio de enseñanza superior. El financiamiento se basó en un recargo del 4 % a la ley de aduanas.
La ley fue promulgada el 4 de enero de 1877, y establecía que el nuevo centro educativo llevaría el nombre del general Bernardino Caballero. El presidente Juan Bautista Gill designó una comisión para gestionar su implementación, compuesta por Higinio Uriarte, José Falcón, Segundo Decoud, Benjamín Aceval y Próspero P. Gamba.
Para la dirección académica se gestionó la contratación del educador francés Pedro Dupuy, aunque su llegada se retrasó por motivos personales. El Poder Ejecutivo presentó el proyecto al Congreso en diciembre de 1876, con exposición de motivos firmada por Bernardino Caballero, en ese entonces ministro de Justicia, Culto e Instrucción Pública. La promulgación final fue firmada por Benjamín Aceval, debido a que Caballero estaba en misión oficial.

### Consolidación institucional
El 20 de noviembre de 1877 se promulgó la ley reglamentaria que fijó las bases para el funcionamiento del colegio. Entre sus disposiciones se estableció la gratuidad de la enseñanza, la creación de 52 becas distribuidas por circunscripción electoral, y un currículo preparatorio que habilitaba el ingreso a facultades mayores nacionales o extranjeras.
Inicialmente, el colegio funcionó en el edificio actualmente ocupado por el Colegio Nacional de EMD Asunción Escalada, en la calle Iturbe c/ Eligio Ayala. El primer docente designado oficialmente fue Gastón Riviere, a cargo del idioma francés. En 1950, el CNC fue trasladado a su sede actual sobre la avenida Eusebio Ayala.

### Proyección nacional
En sus primeros años, el colegio cubrió los gastos operativos de la Escuela de Derecho, antecedente de la Facultad de Derecho de la Universidad Nacional de Asunción. Además, el 15 de mayo de 1899 se fundó en su seno el primer centro estudiantil del país, más tarde denominado 23 de Octubre, en conmemoración de los estudiantes fallecidos en las protestas del 23 de octubre de 1931 frente al Palacio de los López durante una manifestación vinculada al conflicto con Bolivia.
El Centro Estudiantil 23 de Octubre, que nucleaba al alumnado completo, fue antecedente de organizaciones estudiantiles en otras instituciones. Su actividad se mantuvo con diferentes niveles de participación a lo largo del tiempo.

## Ubicación
El Colegio Nacional de la Capital se encuentra en el barrio asunceno de Pinozá, sobre la Avda. Eusebio Ayala c/ Año 1811 a unos 300 metros de la Avda. General Santos.

## Himno
El himno del Colegio Nacional de la Capital fue escrito por la profesora Rosario Gómez de Candia, la letra y composición de la música estuvo a cargo del conocido músico paraguayo Remberto Giménez.

## Educación
En la actualidad cuenta con una cantidad importante de estudiantes, el colegio tenía un total de 1.143 alumnos en el año 2008, en los turnos mañana, tarde y noche, se implementa el Bachillerato Científico con énfasis en Ciencias Básicas, y Ciencias Sociales; y el Bachillerato Técnico con énfasis en Administración de Negocios, Contabilidad, e Informática.
Hoy, el CNC sigue creciendo, teniendo 148 años de vida.

## Uniforme

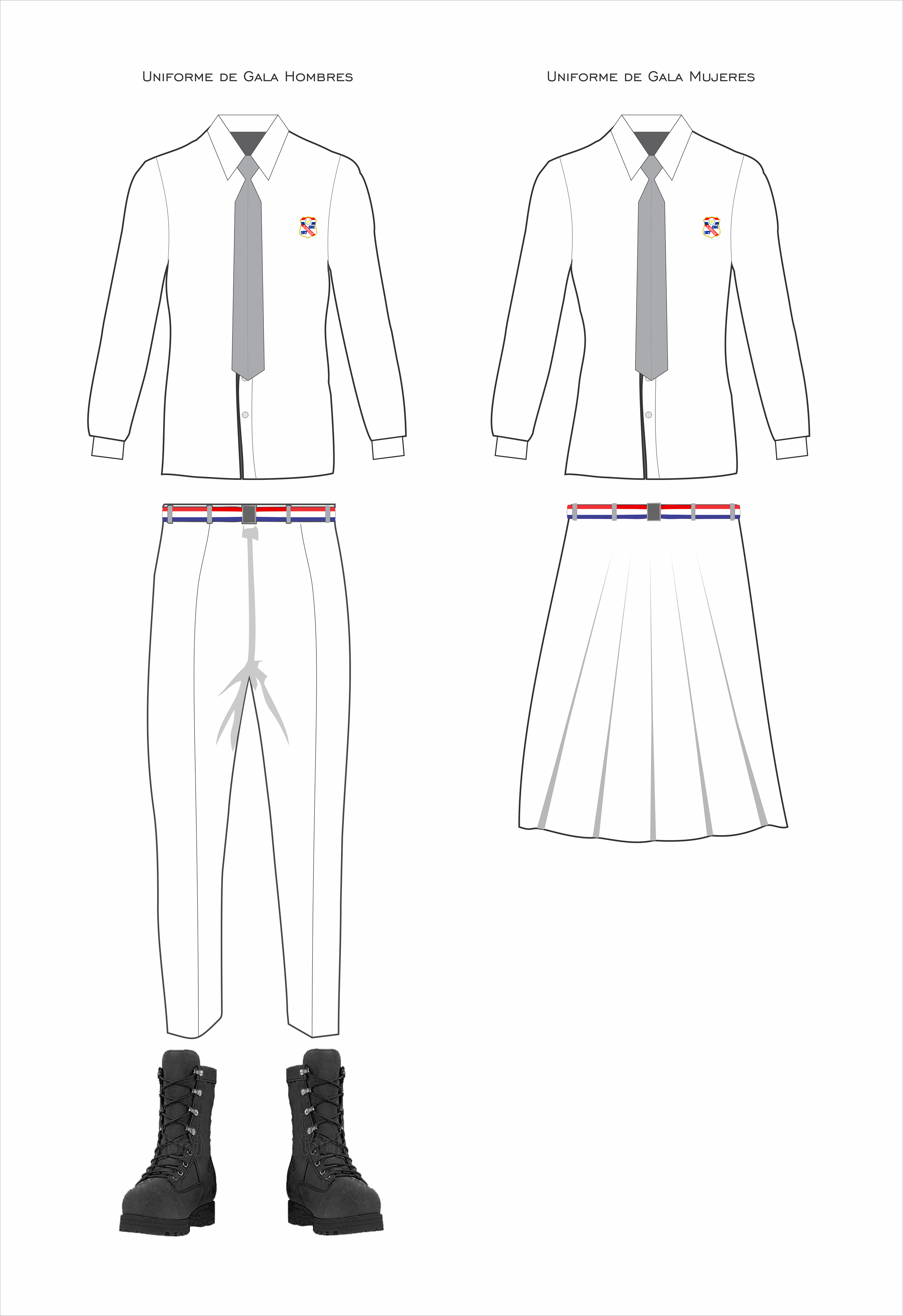
Uniforme Oficial de la Institución.

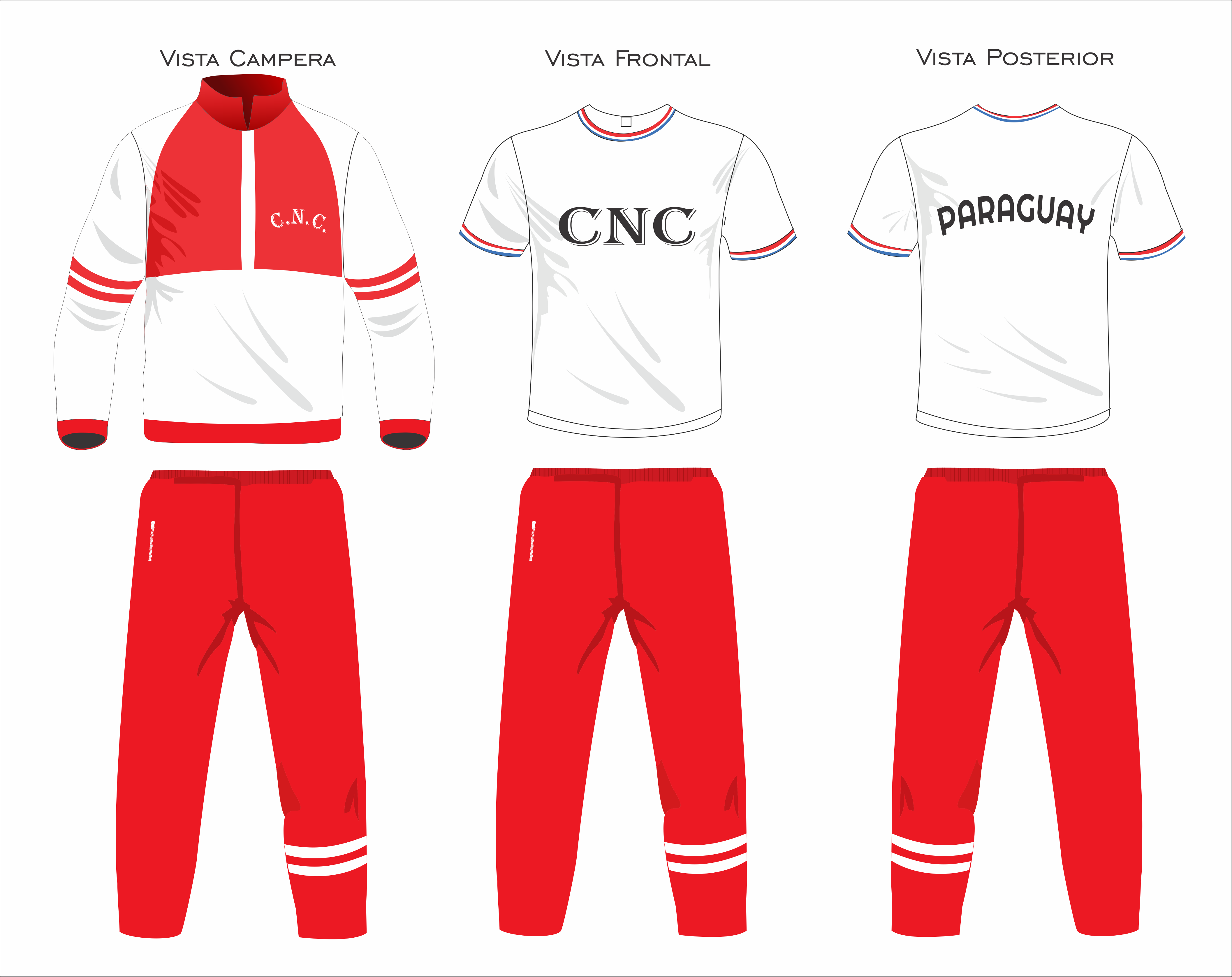
Buzo de Alumnos

El uniforme escolar es obligatorio en todos los cursos. Se compone para los alumnos de un pantalón blanco, una camisa blanca, remera de la institución bajo la camisa, corbata gris, cinto tricolor, botas negras, insignia en la esquina superior derecha de bolsillo de la camisa ; en cuanto a las alumnas, usarán falda blanca cuatro dedos sobre la rodilla, cinto tricolor, camisa blanca, remera de la institución bajo la camisa, corbata gris, medias blancas hasta la rodilla, zapatos negros, insignia en la esquina superior derecha del bolsillo de la camisa.
El uniforme diario consiste en pantalón azul, camisa blanca, remera de la institución bajo la camisa, zapato negro, insignia del colegio en la esquina superior derecha del bolsillo de la camisa, cinto negro, estas usan falda azul cuatro dedos sobre la rodilla, camisa blanca, remera de la institución bajo la camisa, insignia del colegio en la esquina superior derecha del bolsillo de la camisa, medias azules hasta la rodilla y zapatos negros. 
El uniforme deportivo consiste en un buzo, el pantalón rojo con dos rayas blancas bajo la rodilla de la pierna izquierda, y la campera de color blanco y rojo y en el lado izquierdo de esta las iniciales de la institución, "CNC"; debajo de la campera utilizan una Camiseta remera de la institución.
Los alumnos miembros de la Comisión Directiva del Centro Estudiantil "23 de Octubre" utilizan una insignia bordada del CNC con la inscripción  "CE 23 de Octubre" al lado izquierdo de la insignia de la institución y un brazalete tricolor en el brazo izquierdo cuatro dedos bajo el hombro.
Los integrantes de la Bandalisa utilizan una insignia bordada con la inscripción "BANDALISA" en el brazo derecho dos dedos bajo el hombro.
El uniforme del CNC es considerado sagrado por los alumnos y es utilizado impecablemente por cada uno de ellos.

## Egresados notables
A lo largo de su historia, el Colegio Nacional de la Capital ha formado a numerosas personalidades que se han destacado en diversos ámbitos de la vida nacional, incluyendo la política, la literatura, el arte, la música, la educación y el deporte. A continuación, se presenta una lista parcial de egresados notables:

### Arte, literatura y educación
- Agustín Pío Barrios, guitarrista y compositor.

- Alejandro Guanes, poeta.

- Arturo Alsina, escritor y dramaturgo.

- David Galeano Olivera, lingüista, docente y promotor del idioma guaraní.

- Delfín Chamorro, educador y gramático.

- Félix Toranzos, artista plástico.

- Gabriel Casaccia, novelista, considerado el fundador de la narrativa paraguaya moderna.

- Manuel Ortiz Guerrero, poeta y músico.

- Carlos Miguel Jiménez, músico y compositor.

- Nicolás Leoz, dirigente deportivo, expresidente de la Conmebol.

### Política y fuerzas armadas
- Lino Oviedo, general del Ejército Paraguayo y político.

### Presidentes de la República del Paraguay
- Andrés Héctor Carvallo (1902, ANR)

- Cecilio Báez (1905-1906, PLRA)

- Manuel Gondra (1910-1911 y 1920-1921, PLRA)

- Emiliano González Navero (1908-1909, 1912 y 1931-1932, PLRA)

- Albino Jara (1911, PLRA)

- Eduardo Schaerer (1912-1916, PLRA)

- Manuel Franco (1916-1919, PLRA)

- José Pedro Montero (1919-1920, PLRA)

- Eusebio Ayala (1921-1923 y 1932-1936, PLRA)

- Eligio Ayala (1923-1924 y 1924-1928, PLRA)

- José Patricio Guggiari (1928-1932, PLRA)

- Rafael Franco (1936-1937, PRF)

- Juan Manuel Frutos (1948, ANR)

- Tomás Romero Pereira (1954, ANR)